# ICAO空港コードの一覧/C
ICAOコードによる空港の一覧：A - B - C - D - E - F - G - H - I - J - K（KA - KG - KN） - L - M - N - O - P - Q - R - S - T - U - V - W - X - Y - Z
この一覧では次のような形式で列挙する。
- ICAOコード（IATAコード）-- 空港名 -- 空港の所在地

## CY CZ - カナダ
カテゴリと一覧も参照

### CY
- CYAC (YAC) - Cat Lake Airport（英語版） - Cat Lake First Nation（英語版）, オンタリオ州
- CYAD - La Grande-3 Airport（英語版） - La Grande-3 generating station（英語版）, ケベック州
- CYAG (YAG) - フォートフランシス町営空港 - フォートフランシス, オンタリオ州
- CYAH (YAH) - La Grande-4 Airport（英語版） - La Grande-4 generating station（英語版）, ケベック州
- CYAL (YAL) - Alert Bay Airport（英語版） - Alert Bay, British Columbia（英語版）, ブリティッシュコロンビア州
- CYAM (YAM) - スーセントマリー空港（英語版） - スーセントマリー, オンタリオ州
- CYAQ (XKS) - Kasabonika Airport（英語版） - Kasabonika First Nation（英語版）, オンタリオ州
- CYAS (YKG) - Kangirsuk Airport（英語版） - Kangirsuk, Quebec（英語版）, ケベック州
- CYAT (YAT) - Attawapiskat Airport（英語版） - Attawapiskat First Nation（英語版）, オンタリオ州
- CYAU - Liverpool/South Shore Regional Airport（英語版） - Liverpool, Nova Scotia（英語版）, ノバスコシア州
- CYAV - St. Andrews Airport（英語版） - St. Andrews, Manitoba（英語版）, マニトバ州
- CYAW (YAW) - シャーウォーター空軍基地（英語版） - シャーウォーター（英語版）, ノバスコシア州
- CYAX - Lac du Bonnet Airport（英語版） - Lac du Bonnet, Manitoba（英語版）, マニトバ州
- CYAY (YAY) - セントアンソニー空港（英語版） - セントアンソニー, ニューファンドランド・ラブラドール州
- CYAZ (YAZ) - Tofino/Long Beach Airport（英語版） - Tofino, British Columbia（英語版）, ブリティッシュコロンビア州
- CYBA - バンフ空港（英語版） - バンフ, アルバータ州
- CYBB (YBB) - Kugaaruk Airport（英語版） - Kugaaruk, Nunavut（英語版）, ヌナブト準州
- CYBC (YBC) - Baie-Comeau Airport（英語版） - Baie-Comeau（英語版）, ケベック州
- CYBD (QBC) - Bella Coola Airport（英語版） - Bella Coola, British Columbia（英語版）, ブリティッシュコロンビア州
- CYBE (YBE) - Uranium City Airport（英語版） - Uranium City, Saskatchewan（英語版）, サスカチュワン州
- CYBF - Bonnyville Airport（英語版） - Bonnyville, Alberta（英語版）, アルバータ州
- CYBG (YBG) - バゴットビル空軍基地（英語版） - サグネ, ケベック州
- CYBK (YBK) - Baker Lake Airport（英語版） - Baker Lake, Nunavut（英語版）, ヌナブト準州
- CYBL (YBL) - キャンベルリバー空港（英語版） - キャンベルリバー, ブリティッシュコロンビア州
- CYBN (YBN) - ボーデン空軍基地（英語版） - CFB Borden（英語版）, オンタリオ州
- CYBP - Brooks Regional Aerodrome（英語版） - Brooks, Alberta（英語版）, アルバータ州
- CYBQ (XTL) - Tadoule Lake Airport（英語版） - Tadoule Lake, Manitoba（英語版）, マニトバ州
- CYBR (YBR) - ブランドン町営空港（英語版） - ブランドン, マニトバ州
- CYBT (YBT) - Brochet Airport（英語版） - Brochet, Manitoba（英語版）, マニトバ州
- CYBU (YBU) - Nipawin Airport（英語版） - Nipawin, Saskatchewan（英語版）, サスカチュワン州
- CYBV (YBV) - Berens River Airport（英語版） - Berens River, Manitoba（英語版）, マニトバ州
- CYBW - Calgary/Springbank Airport（英語版） - カルガリー, アルバータ州
- CYBX (YBX) - Lourdes-de-Blanc-Sablon Airport（英語版） - Blanc-Sablon, Quebec（英語版）, ケベック州
- CYCA (YRF) - Cartwright Airport（英語版） - Cartwright, Newfoundland and Labrador（英語版）, ニューファンドランド・ラブラドール州
- CYCB (YCB) - Cambridge Bay Airport（英語版） - Cambridge Bay（英語版）, ヌナブト準州
- CYCC (YCC) - コーンウォール地域空港（英語版） - コーンウォール, オンタリオ州
- CYCD (YCD) - ナナイモ空港 - ナナイモ, ブリティッシュコロンビア州
- CYCE (YCE) - Centralia/James T. Field Memorial Aerodrome（英語版） - Centralia, Ontario（英語版）, オンタリオ州
- CYCG (YCG) - West Kootenay Regional Airport（英語版） - Castlegar, British Columbia（英語版）, ブリティッシュコロンビア州
- CYCH (YCH) - Miramichi Airport（英語版） - Miramichi, New Brunswick（英語版）, ニューブランズウィック州
- CYCK (XCM) - チャタム・ケント空港（英語版） - チャタム・ケント, オンタリオ州
- CYCL (YCL) - Charlo Airport（英語版） - Charlo, New Brunswick（英語版）, ニューブランズウィック州
- CYCN (YCN) - コクレーン空港（英語版） - コクレーン, オンタリオ州
- CYCO (YCO) - Kugluktuk Airport（英語版） - Kugluktuk, Nunavut（英語版）, ヌナブト準州
- CYCP (YCP) - Blue River Airport（英語版） - Blue River, British Columbia（英語版）, ブリティッシュコロンビア州
- CYCQ (YCQ) - Chetwynd Airport（英語版） - Chetwynd, British Columbia（英語版）, ブリティッシュコロンビア州
- CYCR (YCR) - Cross Lake (Charlie Sinclair Memorial) Airport（英語版） - クロス湖, マニトバ州
- CYCS (YCS) - Chesterfield Inlet Airport（英語版） - Chesterfield Inlet, Nunavut（英語版）, ヌナブト準州
- CYCT - Coronation Airport（英語版） - Coronation, Alberta（英語版）, アルバータ州
- CYCW (YCW) - Chilliwack Airport（英語版） - Chilliwack（英語版）, ブリティッシュコロンビア州
- CYCX (YCX) - List of heliports in Canada#95（英語版） (CFB Gagetown（英語版）) - Oromocto（英語版）, ニューブランズウィック州
- CYCY (YCY) - Clyde River Airport（英語版） - Clyde River, Nunavut（英語版）, ヌナブト準州
- CYCZ (YCZ) - Fairmont Hot Springs Airport（英語版） - Fairmont Hot Springs, British Columbia（英語版）, ブリティッシュコロンビア州
- CYDA (YDA) - ドーソン・シティ空港（英語版） - ドーソン・シティ, ユーコン準州
- CYDB (YDB) - Burwash Airport（英語版） - Burwash Landing, Yukon（英語版）, ユーコン準州
- CYDC - Princeton Aerodrome（英語版） - Princeton, British Columbia（英語版）, ブリティッシュコロンビア州
- CYDF (YDF) - Deer Lake Regional Airport（英語版） - Deer Lake, Newfoundland and Labrador（英語版）, ニューファンドランド・ラブラドール州
- CYDH - List of heliports in Canada#183（英語版） - オタワ, オンタリオ州
- CYDL (YDL) - Dease Lake Airport（英語版） - Dease Lake, British Columbia（英語版）, ブリティッシュコロンビア州
- CYDM (XRR) - Ross River Airport（英語版） - Ross River, Yukon（英語版）, ユーコン準州
- CYDN (YDN) - Lt. Col W.G. (Billy) Barker VC Airport（英語版） (Dauphin (Lt. Col W.G. (Billy) Barker VC Airport)) - Dauphin, Manitoba（英語版）, マニトバ州
- CYDO (YDO) - Dolbeau-Saint-Félicien Airport（英語版） - Dolbeau-Mistassini（英語版）, ケベック州
- CYDP (YDP) - ネーン空港（英語版） - ネーン, ニューファンドランド・ラブラドール州
- CYDQ (YDQ) - Dawson Creek Airport（英語版） - Dawson Creek（英語版）, ブリティッシュコロンビア州
- CYEA - Empress Airport（英語版） - Empress, Alberta（英語版）, アルバータ州
- CYED (YED) - List of heliports in Canada#78（英語版） (CFB Edmonton（英語版）) - エドモントン, アルバータ州
- CYEE (YEE) - Midland/Huronia Airport（英語版） - Midland, Ontario（英語版）, オンタリオ州
- CYEG (YEG) - エドモントン国際空港 - Nisku, Alberta（英語版）, アルバータ州
- CYEK (YEK) - Arviat Airport（英語版） - Arviat（英語版）, ヌナブト準州
- CYEL (YEL) - エリオットレイク町営空港（英語版） - エリオットレイク, オンタリオ州
- CYEM (YEM) - Manitowaning/Manitoulin East Municipal Airport（英語版） - Assiginack, Ontario（英語版）, オンタリオ州
- CYEN (YEN) - Estevan Regional Aerodrome（英語版） - エステバン, サスカチュワン州
- CYER (YER) - Fort Severn Airport（英語版） - Fort Severn First Nation（英語版）, オンタリオ州
- CYES - エドモンストン空港（英語版） - エドモンストン, ニューブランズウィック州
- CYET (YET) - Edson Airport（英語版） - エドソン, アルバータ州
- CYEU (YEU) - Eureka Aerodrome（英語版） - ユーリカ, ヌナブト準州
- CYEV (YEV) - Inuvik (Mike Zubko) Airport（英語版） - イヌヴィック, ノースウエスト準州
- CYEY (YEY) - Amos/Magny Airport（英語版） - Amos, Quebec（英語版）, ケベック州
- CYFA (YFA) - Fort Albany Airport（英語版） - Fort Albany, Ontario（英語版）, オンタリオ州
- CYFB (YFB) - イカルイト空港 - イカルイト, ヌナブト準州
- CYFC (YFC) - フレデリクトン国際空港  - フレデリクトン, ニューブランズウィック州
- CYFD - ブラントフォード空港（英語版） - ブラントフォード, オンタリオ州
- CYFE (YFE) - Forestville Airport（英語版） - Forestville, Quebec（英語版）, ケベック州
- CYFH (YFH) - Fort Hope Airport（英語版） - Eabametoong First Nation（英語版）, オンタリオ州
- CYFJ - Rivière Rouge – Mont Tremblant International Airport（英語版） - モントランブラン, ケベック州
- CYFO (YFO) - Flin Flon Airport（英語版） - Flin Flon（英語版）, マニトバ州
- CYFR (YFR) - Fort Resolution Airport（英語版） - Fort Resolution, Northwest Territories（英語版）, ノースウエスト準州
- CYFS (YFS) - Fort Simpson Airport（英語版） - Fort Simpson, Northwest Territories（英語版）, ノースウエスト準州
- CYFT (YMN) - Makkovik Airport（英語版） - Makkovik, Newfoundland and Labrador（英語版）, ニューファンドランド・ラブラドール州
- CYGB (YGB) - Texada/Gillies Bay Airport（英語版） - Texada Island（英語版）, ブリティッシュコロンビア州
- CYGD (YGD) - ゴドリッチ空港（英語版） - ゴドリッチ, オンタリオ州
- CYGE (YGE) - Golden Airport（英語版） - Golden, British Columbia（英語版）, ブリティッシュコロンビア州
- CYGH (YGH) - Fort Good Hope Airport（英語版） - Fort Good Hope, Northwest Territories（英語版）, ノースウエスト準州
- CYGK (YGK) - キングストン・ノーマン・ロジャース空港 - キングストン, オンタリオ州
- CYGL (YGL) - La Grande Rivière Airport（英語版） - Radisson, Quebec（英語版）, ケベック州
- CYGM (YGM) - Gimli Industrial Park Airport（英語版） - Gimli, Manitoba（英語版）, マニトバ州
- CYGO (YGO) - Gods Lake Narrows Airport（英語版） - Gods Lake Narrows, Manitoba（英語版）, マニトバ州
- CYGP (YGP) - Michel-Pouliot Gaspé Airport（英語版） - ガスペ, ケベック州
- CYGQ (YGQ) - Geraldton (Greenstone Regional) Airport（英語版） - Greenstone, Ontario（英語版）, オンタリオ州
- CYGR (YGR) - Îles-de-la-Madeleine Airport（英語版） - マドレーヌ諸島, ケベック州
- CYGT (YGT) - Igloolik Airport（英語版） - Igloolik（英語版）, ヌナブト準州
- CYGV (YGV) - Havre Saint-Pierre Airport（英語版） - Havre-Saint-Pierre, Quebec（英語版）, ケベック州
- CYGW (YGW) - Kuujjuarapik Airport（英語版） - Kuujjuarapik, Quebec（英語版）, ケベック州
- CYGX (YGX) - Gillam Airport（英語版） - Gillam, Manitoba（英語版）, マニトバ州
- CYGZ (YGZ) - グリスフィヨルド空港（英語版） - グリスフィヨルド, ヌナブト準州
- CYHA (YQC) - Quaqtaq Airport（英語版） - Quaqtaq, Quebec（英語版）, ケベック州
- CYHB (YHB) - Hudson Bay Airport（英語版） - Hudson Bay, Saskatchewan（英語版）, サスカチュワン州
- CYHC (CXH) - バンクーバー・ハーバー水上空港 - バンクーバー, ブリティッシュコロンビア州
- CYHD (YHD) - ドライデン地域空港 - Dryden, Ontario（英語版）, オンタリオ州
- CYHE (YHE) - Hope Aerodrome（英語版） - Hope, British Columbia（英語版）, ブリティッシュコロンビア州
- CYHF (YHF) - Hearst (René Fontaine) Municipal Airport（英語版） - Hearst, Ontario（英語版）, オンタリオ州
- CYHH (YNS) - Nemiscau Airport（英語版） - Nemaska, Quebec（英語版）, ケベック州
- CYHI (YHI) - Ulukhaktok/Holman Airport（英語版） - Ulukhaktok, Northwest Territories（英語版）, ノースウエスト準州
- CYHK (YHK) - Gjoa Haven Airport（英語版） - Gjoa Haven, Nunavut（英語版）, ヌナブト準州
- CYHM (YHM) - ハミルトン・ジョン・C・マンロ国際空港 - ハミルトン, オンタリオ州
- CYHN (YHN) - Hornepayne Municipal Airport（英語版） - Hornepayne, Ontario（英語版）, オンタリオ州
- CYHO (YHO) - ホープデイル空港（英語版） - ホープデイル, ニューファンドランド・ラブラドール州
- CYHR (YHR) - Chevery Airport（英語版） - Côte-Nord-du-Golfe-du-Saint-Laurent, Quebec（英語版）, ケベック州
- CYHT (YHT) - Haines Junction Airport（英語版） - Haines Junction, Yukon（英語版）, ユーコン準州
- CYHU (YHU) - Montréal/Saint-Hubert Airport（英語版） - ロンゲール, ケベック州
- CYHY (YHY) - Hay River/Merlyn Carter Airport（英語版） - ヘイリバー, ノースウエスト準州
- CYHZ (YHZ) - ハリファックス・ロバート・L・スタンフィールド国際空港 - ハリファックス, ノバスコシア州
- CYIB (YIB) - Atikokan Municipal Airport（英語版） - Atikokan（英語版）, オンタリオ州
- CYID (YDG) - Digby/Annapolis Regional Airport（英語版） - Digby, Nova Scotia（英語版）, ノバスコシア州
- CYIF (YIF) - Saint-Augustin Airport（英語版） - Saint-Augustin, Côte-Nord, Quebec（英語版）, ケベック州
- CYIK (YIK) - Ivujivik Airport（英語版） - Ivujivik, Quebec（英語版）, ケベック州
- CYIO (YIO) - Pond Inlet Airport（英語版） - Pond Inlet, Nunavut（英語版）, ヌナブト準州
- CYIV (YIV) - Island Lake Airport（英語版） - Island Lake, Manitoba（英語版）, マニトバ州
- CYJA - ジャスパー空港（英語版） - ジャスパー, アルバータ州
- CYJF (YJF) - Fort Liard Airport（英語版） - Fort Liard, Northwest Territories（英語版）, ノースウエスト準州
- CYJM - Fort St. James (Perison) Airport（英語版） - Fort St. James, British Columbia（英語版）, ブリティッシュコロンビア州
- CYJN (YJN) - Saint-Jean Airport（英語版） - Saint-Jean-sur-Richelieu（英語版）, ケベック州
- CYJP - Fort Providence Airport（英語版） - Fort Providence, Northwest Territories（英語版）, ノースウエスト準州
- CYJQ - Denny Island Aerodrome（英語版） - Bella Bella, British Columbia（英語版）, ブリティッシュコロンビア州
- CYJT (YJT) - Stephenville International Airport（英語版） - Stephenville, Newfoundland and Labrador（英語版）, ニューファンドランド・ラブラドール州
- CYKA (YKA) - カムループス空港（英語版） - カムループス, ブリティッシュコロンビア州
- CYKC - Collins Bay Airport（英語版） - Collins Bay, サスカチュワン州
- CYKD (LAK) - Aklavik/Freddie Carmichael Airport（英語版） - Aklavik, Northwest Territories（英語版）, ノースウエスト準州
- CYKF (YKF) - Region of Waterloo International Airport（英語版） - ウォータールー地域, オンタリオ州
- CYKG - Kangiqsujuaq (Wakeham Bay) Airport（英語版） - Kangiqsujuaq, Quebec（英語版）, ケベック州
- CYKJ (YKJ) - Key Lake Airport（英語版） - Key Lake（英語版）, サスカチュワン州
- CYKL (YKL) - Schefferville Airport（英語版） - Schefferville, Quebec（英語版）, ケベック州
- CYKM (YKD) - Kincardine Airport（英語版） - Kincardine, Ontario（英語版）, オンタリオ州
- CYKO (AKV) - Akulivik Airport（英語版） - Akulivik, Quebec（英語版）, ケベック州
- CYKQ (YKQ) - Waskaganish Airport（英語版） - Waskaganish, Quebec（英語版）, ケベック州
- CYKX (YKX) - Kirkland Lake Airport（英語版） - Kirkland Lake（英語版）, オンタリオ州
- CYKY (YKY) - Kindersley Regional Airport（英語版） - Kindersley, Saskatchewan（英語版）, サスカチュワン州
- CYKZ (YKZ) - Toronto/Buttonville Municipal Airport（英語版） - Buttonville, Ontario（英語版）, オンタリオ州
- CYLA (YPJ) - Aupaluk Airport（英語版） - Aupaluk, Quebec（英語版）, ケベック州
- CYLB - Lac La Biche Airport（英語版） - Lac La Biche, Alberta（英語版）, アルバータ州
- CYLC (YLC) - Kimmirut Airport（英語版） - Kimmirut, Nunavut（英語版）, ヌナブト準州
- CYLD (YLD) - Chapleau Airport（英語版） - Chapleau, Ontario（英語版）, オンタリオ州
- CYLH (YLH) - Lansdowne House Airport（英語版） - Neskantaga First Nation（英語版）, オンタリオ州
- CYLI - Lillooet Airport（英語版） - Lillooet, British Columbia（英語版）, ブリティッシュコロンビア州
- CYLJ (YLJ) - Meadow Lake Airport (Saskatchewan)（英語版） - メドウレイク, サスカチュワン州
- CYLK - Lutselk'e Airport（英語版） - Lutselk'e, Northwest Territories（英語版）, ノースウエスト準州
- CYLL (YLL) - Lloydminster Airport（英語版） - ロイドミンスター, アルバータ州
- CYLQ (YLQ) - La Tuque Airport（英語版） - La Tuque, Quebec（英語版）, ケベック州
- CYLR (YLR) - Leaf Rapids Airport（英語版） - Leaf Rapids（英語版）, マニトバ州
- CYLS - Lake Simcoe Regional Airport（英語版）  -  バリー/オリリア, オンタリオ州
- CYLT (YLT) - アラート空港 - アラート, ヌナブト準州
- CYLU (XGR) - Kangiqsualujjuaq (Georges River) Airport（英語版） - Kangiqsualujjuaq, Quebec（英語版）, ケベック州
- CYLW (YLW) - ケロウナ国際空港 - ケロウナ, ブリティッシュコロンビア州
- CYMA (YMA) - Mayo Airport（英語版） - Mayo, Yukon（英語版）, ユーコン準州
- CYME (YME) - Matane Airport（英語版） - Matane（英語版）, ケベック州
- CYMG (YMG) - マニトウワッジ空港 - Manitouwadge, Ontario（英語版）, オンタリオ州
- CYMH (YMH) - Mary's Harbour Airport（英語版） - Mary's Harbour, Newfoundland and Labrador（英語版）, ニューファンドランド・ラブラドール州
- CYMJ (YMJ) - ムースジョー空軍基地（英語版） - ムースジョー, サスカチュワン州
- CYML (YML) - Charlevoix Airport（英語版） - Charlevoix（英語版）, ケベック州
- CYMM (YMM) - フォートマクマレー空港 - フォートマクマレー, アルバータ州
- CYMO (YMO) - ムースニー空港 - ムースニー, オンタリオ州
- CYMT (YMT) - Chibougamau/Chapais Airport（英語版） - Chibougamau（英語版）, ケベック州
- CYMU (YUD) - Umiujaq Airport（英語版） - Umiujaq, Quebec（英語版）, ケベック州
- CYMW (YMW) - Maniwaki Airport（英語版） - Maniwaki, Quebec（英語版）, ケベック州
- CYMX (YMX) - モントリオール・ミラベル国際空港 (Montréal International (Mirabel) Airport) - モントリオール, ケベック州
- CYNA (YNA) - Natashquan Airport（英語版） - Natashquan, Quebec (municipality)（英語版）, ケベック州
- CYNC (YNC) - Wemindji Airport（英語版） - Wemindji, Quebec（英語版）, ケベック州
- CYND (YND) - Gatineau-Ottawa Executive Airport（英語版） - ガティノー, ケベック州
- CYNE (YNE) - Norway House Airport（英語版） - Norway House, Manitoba（英語版）, マニトバ州
- CYNH (YNH) - Hudson's Hope Airport（英語版） - Hudson's Hope, British Columbia（英語版）, ブリティッシュコロンビア州
- CYNJ (YLY) - ラングリー地域空港（英語版） - ラングリー, ブリティッシュコロンビア州
- CYNL (YNL) - Points North Landing Airport（英語版） - Points North Landing, Saskatchewan（英語版）, サスカチュワン州
- CYNM (YNM) - Matagami Airport（英語版） - Matagami, Quebec（英語版）, ケベック州
- CYNN - Nejanilini Lake Airport（英語版） - Nejanilini Lake, マニトバ州
- CYNR - Fort MacKay/Horizon Airport（英語版） - Fort MacKay（英語版）, アルバータ州
- CYOA (YOA) - Ekati Airport（英語版） - Ekati Diamond Mine（英語版）, ノースウエスト準州
- CYOC (YOC) - オールドクロウ空港（英語版） - オールドクロウ, ユーコン準州
- CYOD (YOD) - コールドレイク空軍基地（英語版） - コールドレイク, アルバータ州
- CYOH (YOH) - Oxford House Airport（英語版） - Oxford House, Manitoba（英語版）, マニトバ州
- CYOJ (YOJ) - High Level Airport（英語版） - High Level, Alberta（英語版）, アルバータ州
- CYOO (YOO) - オシャワ空港（英語版） - オシャワ, オンタリオ州
- CYOP - Rainbow Lake Airport（英語版） - Rainbow Lake, Alberta（英語版）, アルバータ州
- CYOS (YOS) - Owen Sound Billy Bishop Regional Airport（英語版） - オーウェンサウンド, オンタリオ州
- CYOW (YOW) - オタワ・マクドナルド・カルティエ国際空港 (Macdonald-Cartier International Airport) - オタワ, オンタリオ州
- CYOY (YOY) - CFB Valcartier（英語版） (CFB Valcartier（英語版）) - CFB Valcartier（英語版）, ケベック州
- CYP2 - List of heliports in Canada#110（英語版） - ハリファックス, ノバスコシア州
- CYPA (YPA) - Prince Albert (Glass Field) Airport（英語版） - プリンス・アルバート, サスカチュワン州
- CYPC (YPC) - Paulatuk (Nora Aliqatchialuk Ruben) Airport（英語版） - Paulatuk（英語版）, ノースウエスト準州
- CYPD (YPS) - Port Hawkesbury Airport（英語版） - Port Hawkesbury, Nova Scotia（英語版）, ノバスコシア州
- CYPE (YPE) - Peace River Airport（英語版） - Peace River, Alberta（英語版）, アルバータ州
- CYPG (YPG) - Portage La Prairie/Southport Airport（英語版） - ポーティッジ・ラ・プレーリー, マニトバ州
- CYPH (YPH) - Inukjuak Airport（英語版） - Inukjuak, Quebec（英語版）, ケベック州
- CYPK - ピットメドウズ空港（英語版） - ピットメドウズ, ブリティッシュコロンビア州
- CYPL (YPL) - Pickle Lake Airport（英語版） - Pickle Lake, Ontario（英語版）, オンタリオ州
- CYPM (YPM) - Pikangikum Airport（英語版） - Pikangikum First Nation（英語版）, オンタリオ州
- CYPN (YPN) - Port-Menier Airport（英語版） - Port-Menier, Quebec（英語版）, ケベック州
- CYPO (YPO) - Peawanuck Airport（英語版） - Peawanuck First Nation（英語版）, オンタリオ州
- CYPP - Parent Airport（英語版） - Parent, Quebec（英語版）, ケベック州
- CYPQ (YPQ) - ピーターボロ空港（英語版） - ピーターボロ, オンタリオ州
- CYPR (YPR) - プリンスルパート空港（英語版） - プリンスルパート, ブリティッシュコロンビア州
- CYPS - Pemberton Regional Airport（英語版） - ペンバートン, ブリティッシュコロンビア州
- CYPT - Pelee Island Airport（英語版） - Pelee, Ontario（英語版）, オンタリオ州
- CYPU (YPU) - Puntzi Mountain Airport（英語版） - Puntzi Mountain, ブリティッシュコロンビア州
- CYPW (YPW) - Powell River Airport（英語版） - パウエル・リバー, ブリティッシュコロンビア州
- CYPX - Puvirnituq Airport（英語版） - Puvirnituq, Quebec（英語版）, ケベック州
- CYPY (YPY) - Fort Chipewyan Airport（英語版） - Fort Chipewyan, Alberta（英語版）, アルバータ州
- CYPZ (YPZ) - Burns Lake Airport（英語版） - バーンズ・レイク, ブリティッシュコロンビア州
- CYQA (YQA) - マスコーカ空港（英語版） - マスコーカ地域, オンタリオ州
- CYQB (YQB) - ケベック・ジャン・ルサージ国際空港 - ケベック・シティー, ケベック州
- CYQD (YQD) - The Pas Airport（英語版） - The Pas, Manitoba（英語版）, マニトバ州
- CYQF (YQF) - Red Deer Regional Airport（英語版） - レッドディア, アルバータ州
- CYQG (YQG) - ウィンザー空港（英語版） - ウィンザー, オンタリオ州
- CYQH (YQH) - Watson Lake Airport（英語版） - Watson Lake, Yukon（英語版）, ユーコン準州
- CYQI (YQI) - Yarmouth Airport（英語版） - Yarmouth, Nova Scotia（英語版）, ノバスコシア州
- CYQK (YQK) - ケノーラ空港 - ケノーラ, オンタリオ州
- CYQL (YQL) - Lethbridge County Airport（英語版） - レスブリッジ, アルバータ州
- CYQM (YQM) - Greater Moncton International Airport（英語版） (Moncton/Greater Moncton International Airport) - モンクトン, ニューブランズウィック州
- CYQN (YQN) - Nakina Airport（英語版） - Greenstone, Ontario（英語版）, オンタリオ州
- CYQQ (YQQ) - コモックス空軍基地（英語版） - Comox, British Columbia（英語版）, ブリティッシュコロンビア州
- CYQR (YQR) - レジャイナ国際空港（英語版） - レジャイナ, サスカチュワン州
- CYQS (YQS) - St. Thomas Municipal Airport (Ontario)（英語版） - セントトーマス, オンタリオ州
- CYQT (YQT) - サンダーベイ国際空港（英語版） (Thunder Bay Airport) - サンダーベイ, オンタリオ州
- CYQU (YQU) - Grande Prairie Airport（英語版） - グランドプレーリー, アルバータ州
- CYQV (YQV) - Yorkton Municipal Airport（英語版） - ヨークトン, サスカチュワン州
- CYQW (YQW) - North Battleford Airport（英語版） - ノース・バトルフォード, サスカチュワン州
- CYQX (YQX) - ガンダー国際空港 / ガンダー空軍基地（英語版） - ガンダー, ニューファンドランド・ラブラドール州
- CYQY (YQY) - Sydney/J.A. Douglas McCurdy Airport（英語版） - シドニー, ノバスコシア州
- CYQZ (YQZ) - Quesnel Airport（英語版） - Quesnel, British Columbia（英語版）, ブリティッシュコロンビア州
- CYRA (YRA) - Gamètì/Rae Lakes Airport（英語版） - Gamèti, Northwest Territories（英語版）, ノースウエスト準州
- CYRB (YRB) - レゾリュート・ベイ空港 - レゾリュート, ヌナブト準州
- CYRC - Chicoutimi/Saint-Honore Aerodrome（英語版） - Chicoutimi（英語版）, ケベック州
- CYRI (YRI) - Rivière-du-Loup Airport（英語版） - Rivière-du-Loup（英語版）, ケベック州
- CYRJ (YRJ) - Roberval Airport（英語版） - Roberval, Quebec（英語版）, ケベック州
- CYRL (YRL) - Red Lake Airport（英語版） - Red Lake, Ontario（英語版）, オンタリオ州
- CYRM (YRM) - ロッキーマウンテンハウス空港（英語版） - ロッキーマウンテンハウス, アルバータ州
- CYRO (YRO) - Ottawa/Rockcliffe Airport（英語版） - オタワ, オンタリオ州
- CYRP - Ottawa/Carp Airport（英語版） - Carp, Ontario（英語版）, オンタリオ州
- CYRQ (YRQ) - トロワリヴィエール空港（英語版） - トロワリヴィエール, ケベック州
- CYRS (YRS) - Red Sucker Lake Airport（英語版） - Red Sucker Lake First Nation（英語版）, マニトバ州
- CYRT (YRT) - Rankin Inlet Airport（英語版） - Rankin Inlet（英語版）, ヌナブト準州
- CYRV (YRV) - Revelstoke Airport（英語版） - Revelstoke, British Columbia（英語版）, ブリティッシュコロンビア州
- CYSA - ストラトフォード町営空港（英語版） - ストラトフォード, オンタリオ州
- CYSB (YSB) - サドバリー空港（英語版） - サドバリー, オンタリオ州
- CYSC (YSC) - シェルブルック空港（英語版） - シェルブルック, ケベック州
- CYSD (YSD) - List of heliports in Canada#247（英語版） - Suffield, Alberta（英語版）, アルバータ州
- CYSE (YSE) - Squamish Airport（英語版） - Squamish, British Columbia（英語版）, ブリティッシュコロンビア州
- CYSF (YSF) - Stony Rapids Airport（英語版） - Stony Rapids, Saskatchewan（英語版）, サスカチュワン州
- CYSG - Saint-Georges Aerodrome（英語版） - サンジョルジュ, ケベック州
- CYSH (YSH) - Smiths Falls-Montague Airport（英語版） Airport) - Smiths Falls, Ontario（英語版）, オンタリオ州
- CYSJ (YSJ) - セントジョン空港（英語版） - セントジョン, ニューブランズウィック州
- CYSK (YSK) - Sanikiluaq Airport（英語版） - Sanikiluaq, Nunavut（英語版）, ヌナブト準州
- CYSL (YSL) - Saint-Léonard Aerodrome（英語版） - St. Leonard, New Brunswick（英語版）, ニューブランズウィック州
- CYSM (YSM) - Fort Smith Airport（英語版） - Fort Smith, Northwest Territories（英語版）, ノースウエスト準州
- CYSN (YCM) - St. Catharines/Niagara District Airport（英語版） - セントキャサリンズ, オンタリオ州
- CYSP (YSP) - Marathon Aerodrome（英語版） - Marathon, Ontario（英語版）, オンタリオ州
- CYSQ - Atlin Airport（英語版） - Atlin, British Columbia（英語版）, ブリティッシュコロンビア州
- CYST (YST) - St. Theresa Point Airport（英語版） - St. Theresa Point, Manitoba（英語版）, マニトバ州
- CYSU (YSU) - Summerside Airport（英語版） - サマーサイド, プリンスエドワードアイランド州
- CYSW - Sparwood/Elk Valley Airport（英語版） - Sparwood, British Columbia（英語版）, ブリティッシュコロンビア州
- CYSY (YSY) - Sachs Harbour (David Nasogaluak Jr. Saaryuaq) Airport（英語版） - Sachs Harbour（英語版）, ノースウエスト準州
- CYSZ - Sainte-Anne-des-Monts Aerodrome（英語版） - Sainte-Anne-des-Monts, Quebec（英語版）, ケベック州
- CYTA (YTA) - ペンブルック空港（英語版） - ペンブルック, オンタリオ州
- CYTB - Tillsonburg Airport（英語版） - Tillsonburg（英語版）, オンタリオ州
- CYTE (YTE) - Cape Dorset Airport（英語版） - Cape Dorset, Nunavut（英語版）, ヌナブト準州
- CYTF (YTF) - Alma Airport（英語版） - Alma, Quebec（英語版）, ケベック州
- CYTH (YTH) - Thompson Airport（英語版） - トンプソン, マニトバ州
- CYTL (YTL) - Big Trout Lake Airport（英語版） - Big Trout Lake, Ontario（英語版）, オンタリオ州
- CYTN - Trenton Aerodrome（英語版） - Trenton, Nova Scotia（英語版）, ノバスコシア州
- CYTQ (YTQ) - Tasiujaq Airport（英語版） - Tasiujaq, Quebec（英語版）, ケベック州
- CYTR (YTR) - トレントン空軍基地（英語版） - クインテウエスト, オンタリオ州
- CYTS (YTS) - Timmins/Victor M. Power Airport（英語版） - ティミンズ, オンタリオ州
- CYTZ (YTZ) - ビリー・ビショップ・トロント・シティー空港 (Toronto/Billy Bishop Toronto City Airport) - トロント, オンタリオ州
- CYUB (YUB) - Tuktoyaktuk/James Gruben Airport（英語版） - Tuktoyaktuk（英語版）, ノースウエスト準州
- CYUL (YUL) - モントリオール・ピエール・エリオット・トルドー国際空港 - モントリオール, ケベック州
- CYUT (YUT) - Repulse Bay Airport（英語版） - Repulse Bay, Nunavut（英語版）, ヌナブト準州
- CYUX (YUX) - Hall Beach Airport（英語版） - Hall Beach, Nunavut（英語版）, ヌナブト準州
- CYUY (YUY) - Rouyn-Noranda Airport（英語版） - Rouyn-Noranda（英語版）, ケベック州
- CYVB (YVB) - Bonaventure Airport（英語版） - Bonaventure, Quebec（英語版）, ケベック州
- CYVC (YVC) - La Ronge (Barber Field) Airport（英語版） - La Ronge, Saskatchewan（英語版）, サスカチュワン州
- CYVD - Virden/R.J. (Bob) Andrew Field Regional Aerodrome（英語版） - Virden, Manitoba（英語版）, マニトバ州
- CYVG (YVG) - Vermilion Airport（英語版） - Vermilion, Alberta（英語版）, アルバータ州
- CYVK (YVE) - Vernon Regional Airport（英語版） - Vernon, British Columbia（英語版）,

- CYVM (YVM) - Qikiqtarjuaq Airport（英語版） - Qikiqtarjuaq, Nunavut（英語版）, ヌナブト準州
- CYVO (YVO) - Val-d'Or Airport（英語版） - Val-d'Or（英語版）, ケベック州
- CYVP (YVP) - Kuujjuaq Airport（英語版） - Kuujjuaq, Quebec（英語版）, ケベック州
- CYVQ (YVQ) - Norman Wells Airport（英語版） - Norman Wells, Northwest Territories（英語版）, ノースウエスト準州
- CYVR (YVR) - バンクーバー国際空港 - バンクーバー, ブリティッシュコロンビア州
- CYVT (YVT) - Buffalo Narrows Airport（英語版） - Buffalo Narrows, Saskatchewan（英語版）, サスカチュワン州
- CYVV (YVV) - Wiarton Airport（英語版） - Wiarton, Ontario（英語版）, オンタリオ州
- CYVZ (YVZ) - Deer Lake Airport（英語版） - Deer Lake, Ontario（英語版）, オンタリオ州
- CYWA (YWA) - ペタワワ空港（英語版） - ペタワワ, オンタリオ州
- CYWE - Wekweètì Airport（英語版） - Wekweeti（英語版）, ノースウエスト準州
- CYWG (YWG) - ウィニペグ・ジェームス・アームストロング・リチャードソン国際空港 / ウィニペグ空軍基地（英語版） - ウィニペグ, マニトバ州
- CYWH (YWH) - Victoria Inner Harbour Airport（英語版） - ビクトリア, ブリティッシュコロンビア州
- CYWJ (YWJ) - Déline Airport（英語版） - Deline, Northwest Territories（英語版）, ノースウエスト準州
- CYWK (YWK) - Wabush Airport（英語版） - Wabush, Newfoundland and Labrador（英語版）, ニューファンドランド・ラブラドール州
- CYWL (YWL) - Williams Lake Airport（英語版） - ウィリアムズ・レイク, ブリティッシュコロンビア州
- CYWM - Athabasca Airport（英語版） - アサバスカ, アルバータ州
- CYWP (YWP) - Webequie Airport（英語版） - Webequie, Ontario（英語版）, オンタリオ州
- CYWV (YWV) - Wainwright Aerodrome（英語版） - ウェインライト, アルバータ州
- CYWY (YWY) - Wrigley Airport（英語版） - Wrigley, Northwest Territories（英語版）, ノースウエスト準州
- CYXC (YXC) - Cranbrook/Canadian Rockies International Airport（英語版） - クランブルック, ブリティッシュコロンビア州
- CYXE (YXE) - サスカトゥーン・ジョン・G・ディーフェンベーカー国際空港 - サスカトゥーン, サスカチュワン州
- CYXH (YXH) - Medicine Hat Airport（英語版） - メディシンハット, アルバータ州
- CYXJ (YXJ) - Fort St. John Airport（英語版） - Fort St. John, British Columbia（英語版）, ブリティッシュコロンビア州
- CYXK (YXK) - Rimouski Airport（英語版） - Rimouski（英語版）, ケベック州
- CYXL (YXL) - スー・ルックアウト空港 - Sioux Lookout, Ontario（英語版）, オンタリオ州
- CYXN (YXN) - Whale Cove Airport（英語版） - Whale Cove, Nunavut（英語版）, ヌナブト準州
- CYXP (YXP) - Pangnirtung Airport（英語版） - Pangnirtung（英語版）, ヌナブト準州
- CYXQ (YXQ) - Beaver Creek Airport（英語版） - Beaver Creek, Yukon（英語版）, ユーコン準州
- CYXR (YXR) - Earlton (Timiskaming Regional) Airport（英語版） - Earlton, Ontario（英語版）, オンタリオ州
- CYXS (YXS) - Prince George Airport（英語版） - Prince George, British Columbia（英語版）, ブリティッシュコロンビア州
- CYXT (YXT) - Northwest Regional Airport (British Columbia)（英語版） - テラス、Kitimat, British Columbia（英語版）, ブリティッシュコロンビア州
- CYXU (YXU) - ロンドン国際空港 - ロンドン, オンタリオ州
- CYXX (YXX) - Abbotsford International Airport（英語版） - アボッツフォード, ブリティッシュコロンビア州
- CYXY (YXY) - エリック・ニールセン・ホワイトホース国際空港 - ホワイトホース, ユーコン準州
- CYXZ (YXZ) - Wawa Airport（英語版） - Wawa, Ontario（英語版）, オンタリオ州
- CYYB (YYB) - North Bay/Jack Garland Airport（英語版） - ノースベイ, オンタリオ州
- CYYC (YYC) - カルガリー国際空港 - カルガリー, アルバータ州
- CYYD (YYD) - Smithers Airport（英語版） - Smithers, British Columbia（英語版）, ブリティッシュコロンビア州
- CYYE (YYE) - Fort Nelson Airport（英語版） - Fort Nelson, British Columbia（英語版）, ブリティッシュコロンビア州
- CYYF (YYF) - Penticton Regional Airport（英語版） - Penticton（英語版）, ブリティッシュコロンビア州
- CYYG (YYG) - シャーロットタウン空港（英語版） - シャーロットタウン, プリンスエドワードアイランド州
- CYYH (YYH) - タロヨーク空港 - Taloyoak, Nunavut（英語版）, ヌナブト準州
- CYYJ (YYJ) - ビクトリア国際空港 - ビクトリア, ブリティッシュコロンビア州
- CYYL (YYL) - Lynn Lake Airport（英語版） - Lynn Lake, Manitoba（英語版）, マニトバ州
- CYYM - Cowley Airport（英語版） - Cowley, Alberta（英語版）, アルバータ州
- CYYN (YYN) - Swift Current Airport（英語版） - スウィフト・カレント, サスカチュワン州
- CYYO - Wynyard/W. B. Needham Field Aerodrome（英語版） - Wynyard, Saskatchewan（英語版）, サスカチュワン州
- CYYQ (YYQ) - チャーチル空港（英語版） - チャーチル, マニトバ州
- CYYR (YYR) - グースベイ空軍基地（英語版） - Happy Valley – Goose Bay（英語版）, ニューファンドランド・ラブラドール州
- CYYT (YYT) - セントジョンズ国際空港 - セントジョンズ, ニューファンドランド・ラブラドール州
- CYYU (YYU) - Kapuskasing Airport（英語版） - Kapuskasing（英語版）, オンタリオ州
- CYYW (YYW) - Armstrong Airport（英語版） - Armstrong, Thunder Bay District, Ontario（英語版）, オンタリオ州
- CYYY (YYY) - Mont-Joli Airport（英語版） - Mont-Joli（英語版）, ケベック州
- CYYZ (YYZ) - トロント・ピアソン国際空港 - トロント, オンタリオ州
- CYZD (YZD) - Toronto/Downsview Airport（英語版） - トロント, オンタリオ州
- CYZE (YZE) - Gore Bay-Manitoulin Airport（英語版） - ゴアベイ, オンタリオ州
- CYZF (YZF) - イエローナイフ空港 - イエローナイフ, ノースウエスト準州
- CYZG (YZG) - Salluit Airport（英語版） - Salluit, Quebec（英語版）, ケベック州
- CYZH (YZH) - Slave Lake Airport（英語版） - スレイブ・レイク, アルバータ州
- CYZP (YZP) - Sandspit Airport（英語版） - Sandspit, British Columbia（英語版）, ブリティッシュコロンビア州
- CYZR (YZR) - Sarnia Chris Hadfield Airport（英語版） - サーニア, オンタリオ州
- CYZS (YZS) - Coral Harbour Airport（英語版） - Coral Harbour, Nunavut（英語版）, ヌナブト準州
- CYZT (YZT) - Port Hardy Airport（英語版） - Port Hardy, British Columbia（英語版）, ブリティッシュコロンビア州
- CYZU (YZU) - Whitecourt Airport（英語版） - Whitecourt（英語版）, アルバータ州
- CYZV (YZV) - Sept-Îles Airport（英語版） - Sept-Îles, Quebec（英語版）, ケベック州
- CYZW (YZW) - Teslin Airport（英語版） - Teslin, Yukon（英語版）, ユーコン準州
- CYZX (YZX) - グリーンウッド空軍基地（英語版） - Greenwood, Nova Scotia（英語版）, ノバスコシア州
- CYZY (YZY) - Mackenzie Airport（英語版） - Mackenzie, British Columbia（英語版）, ブリティッシュコロンビア州

### CZ
- CZAC (ZAC) - York Landing Airport（英語版） - York Landing, Manitoba（英語版）, マニトバ州
- CZAM (YSN) - Salmon Arm Airport（英語版） - サーモン・アーム, ブリティッシュコロンビア州
- CZBA - Burlington Executive Aerodrome（英語版） - バーリントン, オンタリオ州
- CZBB (YDT) - Boundary Bay Airport（英語版） - デルタ, ブリティッシュコロンビア州
- CZBD (ILF) - Ilford Airport（英語版） - Ilford, Manitoba（英語版）, マニトバ州
- CZBF (ZBF) - Bathurst Airport (New Brunswick)（英語版） - バサースト, ニューブランズウィック州
- CZBM (ZBM) - Bromont (Roland Désourdy) Airport（英語版） - Bromont, Quebec（英語版）, ケベック州
- CZEE (KES) - Kelsey Airport（英語版） - Kelesy, マニトバ州
- CZEL (ZEL) - Bella Bella (Campbell Island) Airport（英語版） - Bella Bella, British Columbia（英語版）, ブリティッシュコロンビア州
- CZEM (ZEM) - Eastmain River Airport（英語版） - Eastmain, Quebec（英語版）, ケベック州
- CZFA (ZFA) - Faro Airport (Yukon)（英語版） - Faro, Yukon（英語版）, ユーコン準州
- CZFD (ZFD) - Fond-du-Lac Airport（英語版） - Fond-du-Lac, Saskatchewan（英語版）, サスカチュワン州
- CZFG (XPK) - Pukatawagan Airport（英語版） - Pukatawagan, Manitoba（英語版）, マニトバ州
- CZFM (ZFM) - Fort McPherson Airport（英語版） - Fort McPherson, Northwest Territories（英語版）, ノースウエスト準州
- CZFN (ZFN) - Tulita Airport（英語版） - Tulita, Northwest Territories（英語版）, ノースウエスト準州
- CZGF (ZGF) - Grand Forks Airport（英語版） - Grand Forks, British Columbia（英語版）, ブリティッシュコロンビア州
- CZGI (ZGI) - Gods River Airport（英語版） - Gods River, Manitoba（英語版）, マニトバ州
- CZGR (ZGR) - Little Grand Rapids Airport（英語版） - Little Grand Rapids, Manitoba（英語版）, マニトバ州
- CZHP - High Prairie Airport（英語版） - High Prairie（英語版）, アルバータ州
- CZJG (ZJG) - Jenpeg Airport（英語版） - Jenpeg, マニトバ州
- CZJN (ZJN) - Swan River Airport（英語版） - Swan River, Manitoba（英語版）, マニトバ州
- CZKE (ZKE) - Kashechewan Airport（英語版） - Kashechewan First Nation（英語版）, オンタリオ州
- CZLQ (YTD) - Thicket Portage Airport（英語版） - Thicket Portage, Manitoba（英語版）, マニトバ州
- CZMD (MSA) - Muskrat Dam Airport（英語版） - Muskrat Dam, Ontario（英語版）, オンタリオ州
- CZML (ZMH) - South Cariboo Regional Airport（英語版） - South Cariboo, ブリティッシュコロンビア州
- CZMN (PIW) - Pikwitonei Airport（英語版） - Pikwitonei, Manitoba（英語版）, マニトバ州
- CZMT (ZMT) - Masset Airport（英語版） - Masset, British Columbia（英語版）, ブリティッシュコロンビア州
- CZNG (XPP) - Poplar River Airport（英語版） - Poplar River, Manitoba（英語版）, マニトバ州
- CZNL - ネルソン空港（英語版） - ネルソン, ブリティッシュコロンビア州
- CZPB (ZPB) - Sachigo Lake Airport（英語版） - Sachigo Lake, Ontario（英語版）, オンタリオ州
- CZPC - Pincher Creek Airport（英語版） - Pincher Creek（英語版）, アルバータ州
- CZPO - Pinehouse Lake Airport（英語版） - Pinehouse, Saskatchewan（英語版）, サスカチュワン州
- CZRJ (ZRJ) - Round Lake (Weagamow Lake) Airport（英語版） - Round Lake, Ontario（英語版）, オンタリオ州
- CZSJ (ZSJ) - Sandy Lake Airport（英語版） - Sandy Lake, Ontario（英語版）, オンタリオ州
- CZSN (XSI) - South Indian Lake Airport（英語版） - South Indian Lake, Manitoba（英語版）, マニトバ州
- CZST (ZST) - Stewart Aerodrome（英語版） - Stewart, British Columbia（英語版）, ブリティッシュコロンビア州
- CZSW (ZSW) - Prince Rupert/Seal Cove Water Airport（英語版） - プリンスルパート, ブリティッシュコロンビア州
- CZTA (YDV) - Bloodvein River Airport（英語版） - Bloodvein First Nation（英語版）, マニトバ州
- CZTM (ZTM) - Shamattawa Airport（英語版） - Shamattawa, Manitoba（英語版）, マニトバ州
- CZUC (ZUC) - Ignace Municipal Airport（英語版） - Ignace, Ontario（英語版）, オンタリオ州
- CZUM (ZUM) - Churchill Falls Airport（英語版） - Churchill Falls, Newfoundland and Labrador（英語版）, ニューファンドランド・ラブラドール州
- CZVL (ZVL) - Edmonton/Villeneuve Airport（英語版） - Villeneuve, Alberta（英語版）, アルバータ州
- CZWH (XLB) - Lac Brochet Airport（英語版） - Lac Brochet, Manitoba（英語版）, マニトバ州
- CZWL (ZWL) - Wollaston Lake Airport（英語版） - Wollaston Lake, Saskatchewan（英語版）, サスカチュワン州